# João Espiridonaces
João Espiridonaces (em grego: Ἰωάννης Σπυριδωνάκης; romaniz.: Ioannes Spyridonakes; fl. ca. 1195–1201) foi um governador e um rebelde bizantino da região da Macedônia durante o reinado de Aleixo III Ângelo (r. 1195–1203).

## História
Espiridonaces nasceu em Chipre. Originalmente um artesão, conseguiu o favor do imperador Aleixo III Ângelo e ascendeu até o posto de chefe do tesouro pessoal (o vestiário privado; oikeiakon vestiarion). Posteriormente, foi nomeado governador do tema de Esmolena na Macedônia oriental. Em 1201, se revoltou contra o imperador bizantino, aproveitando-se de uma série de raides e revoltas - como a de Dobromir Crisos e Ibanco - que irromperam nas províncias bizantinas nos Bálcãs. Foi logo derrotado pelas forças imperiais sob o genro do imperador, Aleixo Paleólogo, e forçado a buscar refúgio na corte do imperador búlgaro Joanitzes (r. 1197–1207).